# دونخيمينو
بلدية دونخيمينو (بالإسبانية: Donjimeno) هي بلدية تقع في مقاطعة آبلة التابعة لمنطقة قشتالة وليون وسط إسبانيا.

## الديموغرافيا
يبلغ عدد سكان بلدية دونخيمينو 107 نسمة عام 2011 (وفقاً للمعهد الوطني للإحصاء الإسباني).
| 142 | 142 | 137 | 120 | 112 | 104 | 107 |